# Oskar Kummetz
Oskar Kummetz (Illowo, 21 luglio 1891 – Neustadt an der Weinstraße, 17 dicembre 1980) è stato un ammiraglio tedesco.

## Biografia

### Seconda guerra mondiale
Durante la campagna di Norvegia diresse l'attacco contro il porto di Oslo; era al comando del Marine Gruppe 5, formato dagli incrociatori pesanti Blücher e Lützow, dall'incrociatore leggero Emden, da tre torpediniere, otto dragamine, baleniere, cisterne e cinque piroscafi. Per sbarcare ed occupare il porto e la città sul Blücher erano imbarcati anche 800 soldati della 163. Infanterie Division sotto il comando del generale Erwin Engelbrecht; inoltre vi erano alcuni funzionari incaricati di istituire un governo d'occupazione.

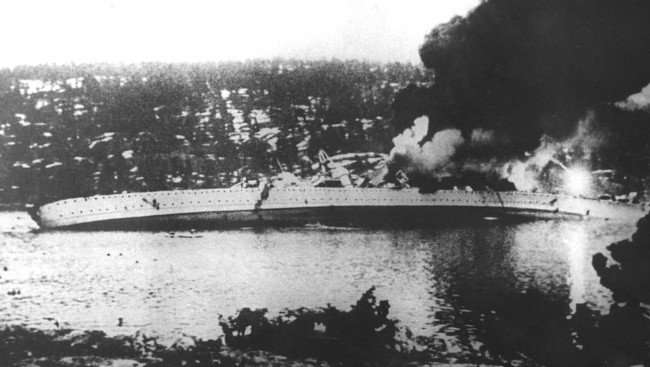
Il Blücher mentre sta affondando nell'Oslofjord

Alla mezzanotte del 9 aprile 1940, il Blücher si presentò all'imbocco dell'Oslofjord, il fiordo che conduceva ad Oslo; qui, la squadra tedesca incontrò una piccola nave pattuglia norvegese, la Pol III, che venne subito affondata. Poco dopo, altre navi norvegesi avvistarono la squadra tedesca e diedero l'allarme, mentre alcune batterie costiere scambiavano colpi con il Blücher e le sue navi appoggio. Nonostante l'elemento sorpresa fosse ormai svanito, Kummetz continuò a risalire il fiordo sempre più stretto e a velocità ridotta, mentre il sole stava sorgendo e la nebbia si dissolveva. Alle 4:40 le navi tedesche arrivarono in vista del punto più stretto del fiordo, dove sul piccolo isolotto di Kaholmen sorgeva la vecchia fortezza di Oscarsborg. Alle 5:21, da una distanza di 1.700 metri, la fortezza aprì il fuoco sul Blücher con tre cannoni da 280 mm: il primo colpo centrò la direzione di tiro contraereo dell'incrociatore, che rispose al fuoco in maniera disordinata con i pezzi da 105 mm; un secondo proiettile colpì l'hangar degli idrovolanti a mezzanave causando un principio di incendio, mentre un terzo colpo centrava la timoneria. Dalla terraferma ad est si unì al fuoco la batteria costiera norvegese Dröbak, che sparando da una distanza di soli 600 metri colpì il Blücher con una ventina di proiettili da 150 mm; poco dopo, l'incrociatore venne colpito anche da due siluri lanciati da una batteria disposta sull'isola di Håöy. Ormai ingovernabile e avvolto dagli incendi, il Blücher continuò a procedere verso nord ad una velocità di 15 nodi; postosi fuori dalla portata dei cannoni norvegesi, calò l'ancora mentre l'equipaggio cercava disperatamente di spegnere gli incendi a bordo. Le fiamme, propagatesi dall'hangar, impedivano le comunicazioni tra la parte anteriore e quella posteriore dell'incrociatore, per poi raggiungere il deposito delle munizioni da 105 mm, provocando un'esplosione devastante e lo sbandamento della nave. L'ordine di abbandonare la nave venne dato alle 7:00: marinai e soldati si lanciarono in acqua per raggiungere la vicina terraferma; venti minuti dopo, il Blücher si capovolse e affondò, trascinando con sé 320 uomini tra equipaggio e passeggeri. L'ammiraglio fu tratto in salvo.
Nel dicembre 1942 Kummetz fu nominato comandante della divisione navale da battaglia, a capo di due incrociatori, l'Admiral Hipper e il Lützow, e di alcune cacciatorpedoniere. Il 30 dicembre la divisione lasciò l'Altafjord per attaccare il convoglio JW-51B che, partito dalla Scozia, era diretto a portare rifornimenti a Murmansk. Il giorno seguente si svolse lo scontro nel mare di Barents; gli attacchi tedeschi fallirono, l'Admiral Hipper fu danneggiato e il cacciatorpediniere Eckholdt fu affondato. A sua volta l'Hipper affondò il cacciatorpediniere inglese Achates.
In seguito Kummetz fu sostituito nella sua carica dal contrammiraglio Bey, ex comandante superiore dei cacciatorpediniere.